# Anatemnus chaozhouensis
Espèce
Anatemnus chaozhouensis est une espèce de pseudoscorpions de la famille des Atemnidae.

## Distribution
Cette espèce est endémique du Guangdong en Chine.

## Description
Les mâles mesurent de 2,55 à 2,75 mm et les femelles de 3,50 à 3,95 mm.

## Étymologie
Son nom d'espèce, composé de chaozhou et du suffixe latin -ensis, « qui vit dans, qui habite », lui a été donné en référence au lieu de sa découverte, la ville de Chaozhou.

## Publication originale
- Hu & Zhang, 2012 : A new species of the genus Anatemnus (Pseudoscorpiones, Atemnidae) from China. ISRN Zoology, vol. 2012, 164753, p. 1-3 (texte intégral).